# Dance Hall at Louse Point
Albums de John Parish & PJ Harvey
To Bring You My Love
(1995) Is This Desire?
(1996)
Albums par John Parish & PJ Harvey
A Woman a Man Walked By
(2009)
Dance Hall at Louse Point est un album de John Parish et PJ Harvey sorti en 1996.
À l’origine, la musique de cet album a été enregistrée pour servir de bande-son à une chorégraphie de Mark Bruce.
Is That All There Is? est une reprise du standard de Peggy Lee, enregistrée pour la bande-son du film Basquiat, réalisé par Julian Schnabel.[réf. nécessaire]

## Titres
| 1 Girl                                    | 1:29 |
| 2 Rope Bridge Crossing                    | 5:10 |
| 3 City of No Sun                          | 2:14 |
| 4 That Was My Veil                        | 3:01 |
| 5 Urn With Dead Flowers in a Drained Pool | 3:03 |
| 6 Civil War Correspondent                 | 4:23 |
| 7 Taut                                    | 3:15 |
| 8 Un Cercle Autour du Soleil              | 5:07 |
| 9 Heela                                   | 3:19 |
| 10 Is That All There Is?                  | 5:11 |
| 11 Dance Hall at Louse Point              | 2:10 |
| 12 Lost Fun Zone                          | 1:27 |